# Weedon Bec
Weedon Bec – wieś w Anglii, w hrabstwie Northamptonshire, w dystrykcie (unitary authority) West Northamptonshire. Leży 13 km na zachód od miasta Northampton i 104 km na północny zachód od Londynu. W 2001 miejscowość liczyła 2485 mieszkańców.